# Lembit Oll
Lembit Oll (23. dubna 1966 Kohtla-Järve – 17. května 1999 Tallinn) byl estonský šachista, od roku 1990 šachový velmistr. Jeho nejvyšší Elo dosáhlo hodnoty 2650, a to v lednu 1998. Tehdy byl na 25. místě světového žebříčku.

## Život
Šachy začal hrát ve svém rodném městě pod vedením Reina Kiristaja a Elona Varika. Ve věku 15 let se v roce 1982 stal estonským šampionem, o rok později skončil druhý. V letech 1992 až 1998 čtyřikrát reprezentoval Estonsko na šachových olympiádách.